# محمد صبري باشا
محمد صبري باشا (بالتركية: Mehmed Sabri Paşa)‏ هو سياسي عثماني، تولى منصب والي سالونيك.

## مناصبه
تولى المناصب التالية:
- والي سالونيك (1 فبراير 1869–1 سبتمبر 1871)